# Magamed Achmatov
Magamed Vachidovič Achmatov (rusky Магамед Вахидович Ахматов; * 21. ledna 1975[zdroj?] Vladimir,[zdroj?] Sovětský svaz) je ruský politik. V letech 2006 až 2008 byl druhým tajemníkem vladimirského oblastního výboru KSRF, až do roku 2008 první tajemník Vladimirského oblastního výboru Svazu komunistické mládeže RF. Od listopadu 2008 první tajemník čečenského republikového výboru KSRF. Od 24. února 2013 je členem Ústředního výboru KSRF. Byl také pomocníkem poslance státní dumy. V říjnu 2009 se zúčastnil voleb starosty Grozného, získal třetí místo s výsledkem 2,17 %. Od roku 2018 vedl regionální organizaci strany Rodina ve Vladimirské oblasti.
Hovoří anglicky.[zdroj?]